# سوزان بوجلياريلو
سوزان بوجلياريلو (من مواليد 18 أكتوبر 1975) هي لاعبة كرة لينة إيطالية شاركت في الألعاب الأولمبية الصيفية لعام 2000 وفي الألعاب الأولمبية الصيفية لعام 2004. 